# Canton de Saint-Brice-en-Coglès
Le canton de Saint-Brice-en-Coglès est une ancienne division administrative française, située dans le département d'Ille-et-Vilaine et la région Bretagne.

## Composition

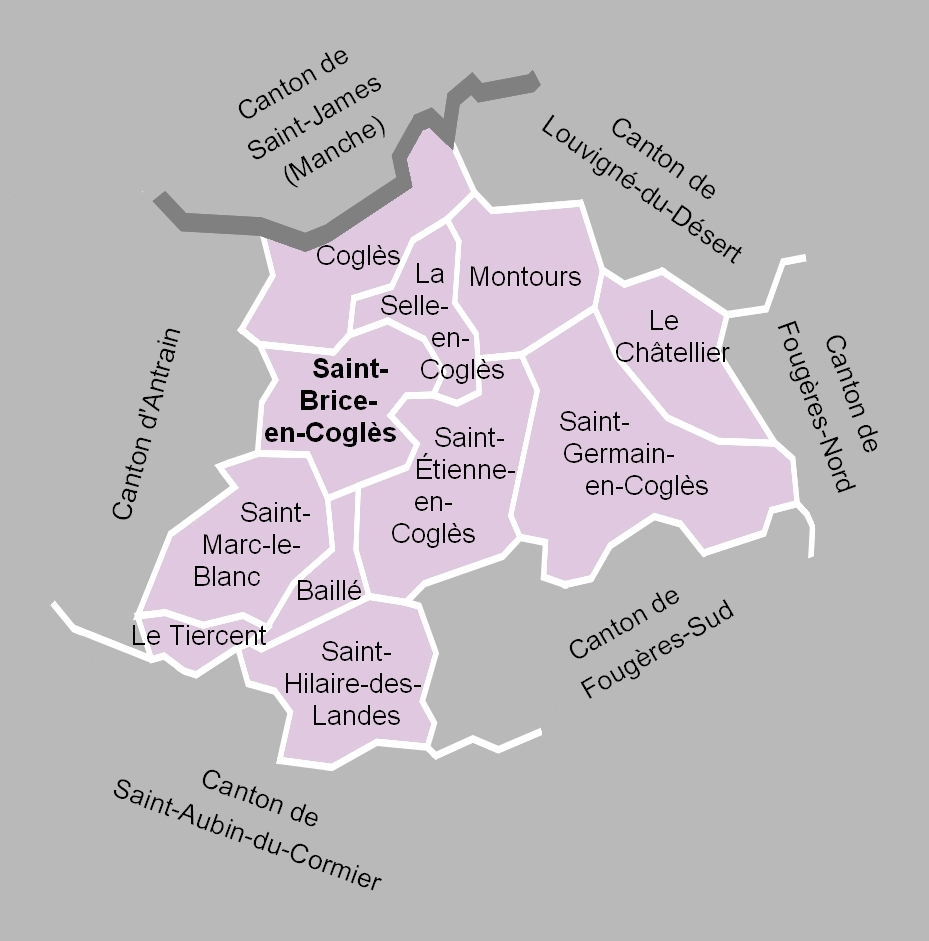
La carte des communes du canton. Les cantons limitrophes étaient ceux, d'Antrain, de Saint-James, de Louvigné-du-Désert, de Fougères-Nord, de Fougères-Sud et de Saint-Aubin-du-Cormier.

Le canton de Saint-Brice-en-Coglès comptait 12 106 habitants en 2012 (population municipale) et groupait onze communes :
- Baillé ;
- Le Châtellier ;
- Coglès ;
- Montours ;
- Saint-Brice-en-Coglès ;
- Saint-Étienne-en-Coglès ;
- Saint-Germain-en-Coglès ;
- Saint-Hilaire-des-Landes ;
- Saint-Marc-le-Blanc ;
- La Selle-en-Coglès ;
- Le Tiercent.

À la suite du redécoupage des cantons pour 2015, toutes les communes sont rattachées au canton d'Antrain.
Contrairement à beaucoup d'autres cantons, le canton de Saint-Brice-en-Coglès n'incluait aucune commune supprimée depuis la création des communes sous la Révolution.

## Représentation

### conseillers généraux de 1833 à 2015
| Période | Période          | Identité                             | Étiquette                | Qualité |
| ------- | ---------------- | ------------------------------------ | ------------------------ | --- |
| 1833    | 1859 (décès)     | Julien Jean Saucet (1791-1859)       |                          | Juge au tribunal civil de Fougères puis président du tribunal civil de Châteaubriant puis conseiller à la cour impériale de Rennes Né à Saint-Étienne-en-Coglès                 |
| 1859    | 1870             | Jules-Édouard Thil (1824-1906)       |                          | Ancien sous-préfet de Fougères |
| 1870    | 1871             | Henri Baron de Pommereul (1830-1904) | Légitimiste              | Propriétaire du château de Marigny à Saint-Germain-en-Coglès |
| 1871    | 1880             | Pierre Albert de Dalmas              | Droite Bonapartiste      | Président du conseil d'administration du chemin de fer de Fougères, député (1859-1870 et 1876-1877)                                                                             |
| 1880    | 1898             | Théophile Roger-Marvaise             | Républicain              | Avocat au Conseil d'État et à la Cour de cassation, député (1871, 1876-1879), sénateur (1879-1888), maire de Saint-Pierre-de-Plesguen (1898-1907), président du conseil général |
| 1898    | 1901 (démission) | Édouard Pontallié (1855-1928)        | Républicain              | Propriétaire foncier, maire de Saint-Aubin-du-Cormier - Député (1893-1898) |
| 1901    | 1909 (décès)     | Jean-Marie Dauguet                   | Républicain              | Négociant à Laignelet, maire de Fougères (1907-1909) |
| 1910    | 1922             | Joseph Bûcheron                      | Radical                  | Notaire, maire de Saint-Brice-en-Coglès |
| 1922    | 1928             | Alphonse Dauguet                     | FR                       | Boucher à Saint-Brice-en-Coglès |
| 1928    | 1931 (décès)     | Joseph Bûcheron                      | Radical                  | Notaire, maire de Saint-Brice-en-Coglès |
| 1931    | 1940             | Joseph Fèvre                         | RG                       | Médecin, maire de Saint-Brice-en-Coglès |
|         |                  |                                      |                          | |
| 1943    | 1945             | Joseph Tronchot (1899-1981)          | ?                        | Notaire, maire de Saint-Brice-en-Coglès, nommé conseiller départemental en 1943                                                                                                 |
|         |                  |                                      |                          | |
| 1945    | 1979             | Joseph Tronchot                      | MRP puis CD puis UDF-CDS | Notaire, maire de Saint-Brice-en-Coglès |
| 1979    | 1985             | Francis Depincé (1920-1995)          | CNI                      | Industriel, PDG de la laiterie Mont-Saint-Michel et d'Armor Protéines, adjoint au maire de Saint-Brice-en-Coglès                                                                |
| 1985    | 1998             | Jean Malapert                        | DVD                      | Cadre commercial, maire de Montours |
| 1998    | 2015             | Louis Dubreil                        | DVG                      | Agriculteur, maire de Saint-Brice-en-Coglès (2001-2020) |

Le canton participe à l'élection du député de la sixième circonscription d'Ille-et-Vilaine.

### Conseillers d'arrondissement (de 1833 à 1940)
Le canton de Saint-Brice avait deux conseillers d'arrondissement.
Il appartenait à l'arrondissement de Fougères.
| Période                                  | Période | Identité                                             | Étiquette       | Qualité |
| ---------------------------------------- | ------- | ---------------------------------------------------- | --------------- | --- |
| 1833                                     | 1845    | Michel Julien Pierre Déroyer (1796-1885)             |                 | Propriétaire rentier, maire de Saint-Étienne-en-Coglès                                                      |
| 1833                                     | 1848    | Joseph Paul Constant Thomas de La Plesse (1794-1883) |                 | Avocat à Fougères                                                                                           |
| 1845                                     | 1848    | Pierre Prenveille (1793-1861)                        |                 | Notaire, juge de paix à Saint-Brice-en-Coglès, propriétaire à Saint-Étienne-en-Coglès                       |
|                                          |         |                                                      |                 | |
| avant 1889                               | 1913    | Victor Roussin                                       |                 | Négociant, maire de Saint-Brice-en-Coglès, président du conseil d'arrondissement                            |
| 1913                                     | 1919    | Joseph Fèvre                                         | RG              | Médecin, maire de Saint-Brice-en-Coglès                                                                     |
| 1919                                     | 1922    | Alphonse Dauguet                                     | FR              | Boucher à Saint-Brice-en-Coglès                                                                             |
| 1922                                     | 1937    | Ange Loisance                                        | Radical         | Maire de Saint-Hilaire-des-Landes                                                                           |
| 1937                                     | 1940    | Amand Gaumerais                                      | Union nationale | Maire de Saint-Germain-en-Coglès                                                                            |
| 1940                                     |         |                                                      |                 | Les conseils d'arrondissement ont été suspendus par la loi du 12 octobre 1940 et n'ont jamais été réactivés |
| Les données manquantes sont à compléter. |         |                                                      |                 | |

## Démographie
| 1962   | 1968   | 1975   | 1982   | 1990   | 1999   | 2006   | 2011   | 2012   |
| ------ | ------ | ------ | ------ | ------ | ------ | ------ | ------ | ------ |
| 11 445 | 11 037 | 10 590 | 10 411 | 10 496 | 10 295 | 11 380 | 12 006 | 12 106 |